# Carl Friedrich Christian Fasch
Carl Friedrich Christian Fasch (født 18. november 1736, død 3. august 1800) var en tysk musiker, søn af komponist Johann Friedrich Fasch i Zerbst, en af Sebastian Bachs betydeligste samtidige.
Fasch blev 1756 ansat som anden cymbalist hos Frederik II af Preussen, hvis fløjtespil han i denne egenskab måtte ledsage; da Syvårskrigen imidlertid kort efter udbrød, mistede han atter sin stilling og var henvist til at skaffe sig livsopholdet som musiklærer. 
Fasch søgte nu opmuntring i komposition navnlig af meget kombineret flerstemmig kirkemusik, i hvilken genre han opnåede stort mesterskab. Det kunde imidlertid ikke lykkes ham at få disse vanskelige arbejder fremført. 
Da samlede han med en højtstående velynderindes bistand en kreds af interesserede dilettanter om sig, og ved utrættelig flid fra hans og deltagernes side nåede man til på mønsterværdig vis at fremføre Faschs og andres kirkemusik. 
Dette blev oprindelsen til det endnu bestående, højt ansete Berliner Singakademie, hvis koncerter Fasch ledede indtil sin død. Hans efterfølger Zelter har skrevet en kort biografi af ham (1801). En stor del af sine lærde, men ikke særlig livskraftige kompositioner havde Fasch tilintetgjort inden sin død.